# Honeymoon Bay (Columbia Británica)
Honeymoon Bay es una comunidad no incorporada en la provincia canadiense de Columbia Británica. Se encuentra en Cowichan Lake en la parte sureste de la Isla de Vancouver - aproximadamente a 75 kilómetros (45 millas) al noroeste de Victoria - en 48°49′N 124°10′W / 48.817°N 124.167°W / 48.817; -124.167. En 2001, su población se enlistó en 629.
Históricamente, su industria principal ha sido la ingeniería de montes.